# Nateiro
Nateiro é o nome dado à camada de solo formada por um conjunto de partículas muito finas de argila, misturadas com areia, limonite, matéria orgânica, etc. que pode constituir uma rocha sedimentar detrítica.